# 劉勝

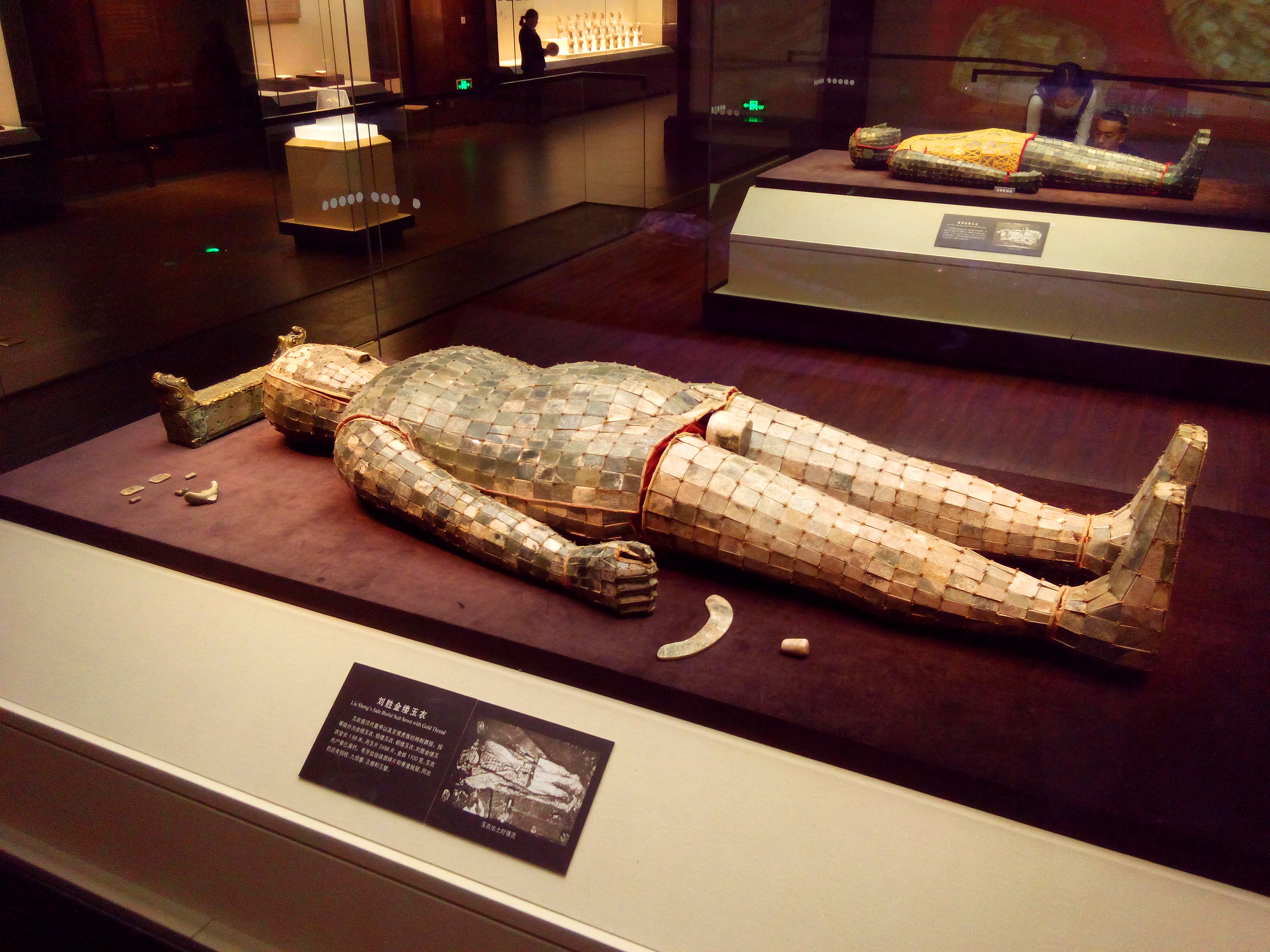
劉勝金縷玉衣

劉 勝（りゅう しょう、紀元前159年前後 - 紀元前113年）は、前漢の皇族・諸侯王。第6代皇帝景帝の子。生母は賈夫人、同母兄に趙敬粛王劉彭祖がいる。武帝の異母兄にあたる。諡号は靖王。

## 生涯
紀元前154年、父の景帝から中山王に封ぜられる。劉勝は酒好きかつ女好きであり、淫色に耽った王として有名だった。そのために、子は50人以上もおり、孫も併せて120人以上を儲けたという。
ある時に、同母兄の劉彭祖は弟に対して｢お前は私と母を同じくする弟だが、王でありながら淫楽に耽って王の役目を果たしていない。どうしてお前が漢の藩王の身分と申せようぞ｣と辛辣に弟を評した。しかし、劉勝も兄に対抗して「兄上こそ、王でありながら何故、酷吏のようなやり方をしているのですか? 毎日、盗賊を捕らえて処刑を繰り返す生活を送って楽しいですか? また兄上は法律を厳格にして夜更けまで体を酷使しているようですが、それも楽しいですか? 王たるものは享楽や道楽を楽しむべきですよ」と兄の痛い部分を衝いていたという。このように劉勝と劉彭祖は同腹の兄弟でありながら、性格は異なっていたのである。
劉勝は在位42年で、紀元前113年に病没した。嫡子の劉昌（哀王）がその跡を継いだ。
1968年に河北省保定市満城県の満城漢墓で、劉勝と王妃の竇氏（諱は綰）の棺が発掘された。両人の遺体を包む金縷・銀縷玉衣と、その他の遺品が発見されている。

## 子孫
劉勝は子沢山で、孫も含めて120人以上の子孫を儲けている。そのために、約300年後の後漢末の時代には、前漢の中山王の末裔は中山国をはじめ、涿郡や常山郡などに拡がっていたと思われ、蜀漢を建てた劉備もその中の一人とされる。『三国志』「先主伝」は劉備を劉勝の末裔とするが、劉勝の子の劉貞が爵位を失って以後、劉備の祖父の劉雄まで記述が飛んでいる（劉備#系譜について参照）。
林羅山は『寛永諸家系図伝』の「条例」（凡例・編集方針についての文章）の中で、祖先からの系図が曖昧な例として、蜀漢の劉備が中山靖王の子孫だと称していることを（趙匡胤が趙広漢の末裔だと称していることとともに）挙げている。
西晋時代から五胡十六国時代にかけての武将・政治家・文学者である劉琨も劉勝の子孫を自称している。
唐の詩人・劉禹錫は劉勝の子孫を自称していたが、匈奴の末裔。

## 宗室

### 后妃
- 竇綰（竇皇后の姪孫）

### 子
- 哀王 劉昌
- 広望節侯 劉忠
- 将梁侯 劉朝平
- 薪館侯 劉未央
- 陸城侯 劉貞（劉備の遠祖とされる）
- 薪処侯 劉嘉
- 陸地侯 劉義
- 臨楽敦侯 劉光
- 東野戴侯 劉章
- 高平侯 劉喜
- 広川侯 劉頗
- 乗丘節侯 劉将夜
- 高丘哀侯 劉破胡
- 柳宿夷侯 劉蓋
- 戎丘侯 劉譲
- 樊輿節侯 劉脩
- 曲成侯 劉万歳
- 安敦于侯 劉伝富
- 安険侯 劉応
- 安道侯 劉恢
- 澎侯 劉屈氂（前漢の丞相、彼の子の妻は弐師将軍李広利の娘）